# Ulica Klemensa Janickiego we Wrocławiu

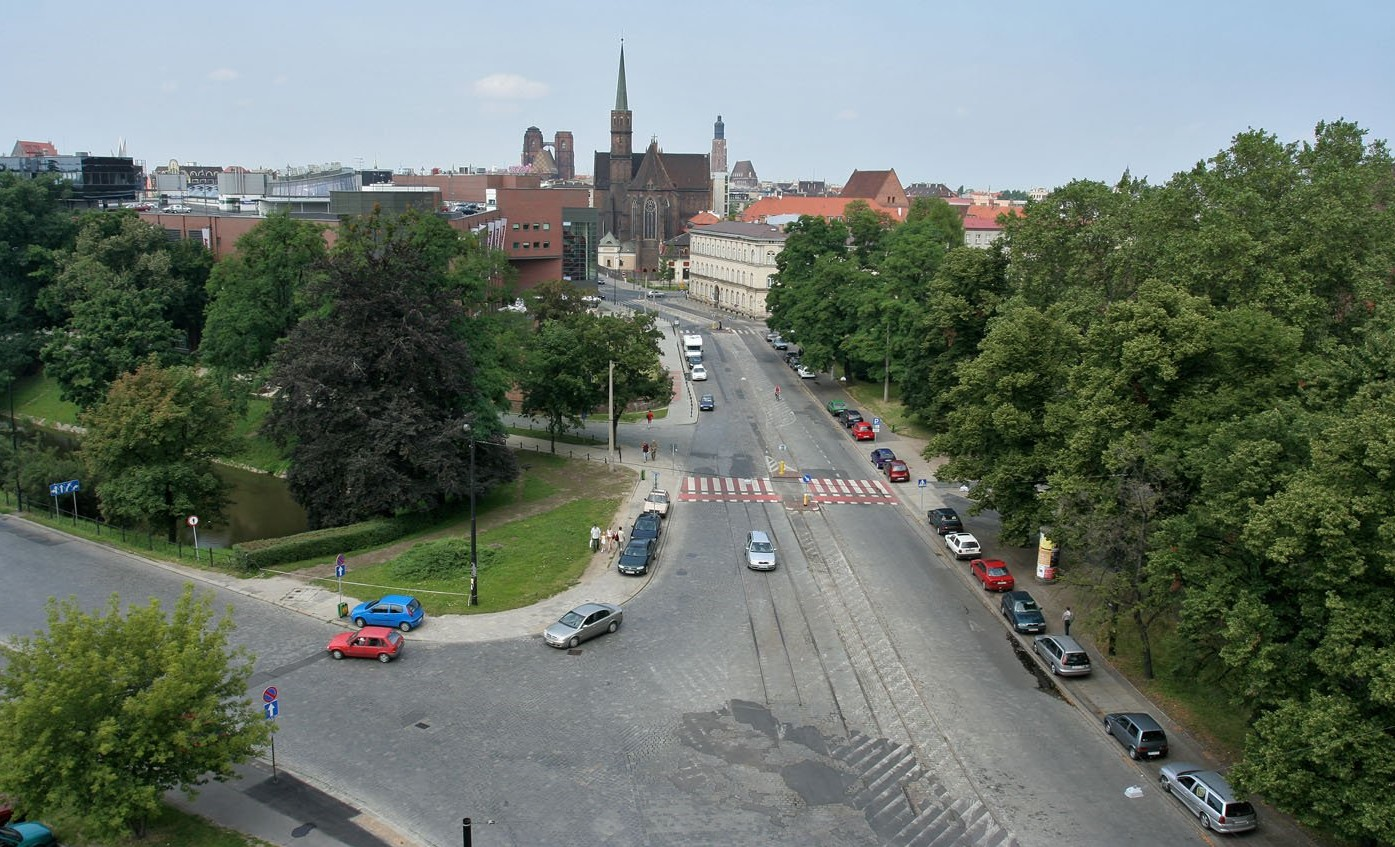
Al. J. Słowackiego i pl. Dominikański, z którym łączy się ul. K. Janickiego.

Ulica Klemensa Janickiego – ulica położona we Wrocławiu na Starym Mieście, w jego części nazywanej Nowym Miastem. Łączy ulicę Wincentego Kraińskiego i Jana Ewangelisty Purkyniego z placem Dominikańskim. Ulica ma 181 m długości. W zachodniej pierzei ulicy znajduje się zabytkowy refektarz klasztoru Dominikanów, skwer Ormiański wraz chaczkarem oraz kompleks zabudowy dawnej poczty paczkowej, a we wschodniej pierzei budynek dawnej Królewskiej Intendentury Wojskowej.

## Historia
Do 1866 r. w miejscu dzisiejszej ulicy przebiegała jedna z odnóg rzeki Oława, w ramach jej ujścia do rzeki Odra, tzw. Biała Oława. W tym właśnie roku odnoga ta została zasypana. Wytyczono i utworzono tu ulice biegnące od ulicy św. Ducha do ulicy Nowej, sięgającej ówcześnie rejonu współczesnego placu Dominikańskiego. Dziś ulice te to ulica Klemensa Janickiego – powstała około 1900 r. – i ulica Wincentego Kraińskiego.
Zabudowa ulicy powstała do około 1910 r. Zbudowano tu kamienice, szkołę ludową pod numerem 5 oraz gmach dawnej poczty paczkowej (1901 r. w miejscu klasztoru Dominikanów), który po 1945 r. użytkowany był przez Telekomunikację Polską S.A. Z dawnych zabudowań klasztornych zachował się jedynie refektarz.
W wyniku działań wojennych podczas oblężenia Wrocławia w 1945 r. zabudowa w tym rejonie, szczególnie w okolicach placu Dominikańskiego, uległa częściowemu zniszczeniu. 28.04.1951 r. zlikwidowano, w ramach utworzenia placu Dominikańskiego (ówcześnie placu Feliksa Dzierżyńskiego), część ulicy Nowej przebiegającą obok nieistniejącego dziś, powojennego Hotelu Panorama, a 20.10.1956 r. kolejny jej odcinek, likwidując połączenie drogowe od ulicy Klemensa Janickiego w kierunku południowym. W latach 1963–1969 odbudowano klasztor i refektarz.
W 2015 r. niewielki teren pomiędzy zabudową dawnej poczty paczkowej (później furta Klasztoru Dominikanów) i refektarzem klasztornym oraz ograniczony ulicą Klemensa Janickiego i placem Dominikańskim otrzymał nazwę Skweru Ormiańskiego. Z inicjatywą nadania takiej nazwy wystąpiło Towarzystwo Ormian Polskich. W 2012 r. bowiem towarzystwo to wspólnie z Klasztorem Dominikanów przy kościele św. Wojciecha odsłoniło na bezimiennym wówczas skwerze Chaczkar, czyli kwitnący kamienny krzyż ormiański, upamiętniający wielowiekową obecność Ormian w Polsce oraz ludobójstwo Ormian i Polaków w XX wieku. Właśnie w 2015 r. przypadała setna rocznica ludobójstwa Ormian z 1915 r., dokonanego przez Kurdów i Turków w ramach Imperium Osmańskiego.

## Nazwy
W swojej historii ulica nosiła następujące nazwy:
- Weiße Ohle, od 1866 r. do 1945 r.[17]
- Klemensa Janickiego, od 1945 r.[1][17]

Pierwotna nazwa ulicy Weiße Ohle wywodziła się od nazwy odnogi rzeki Oławy, istniejącej niegdyś w jej ujściowym odcinku, zasypanej w 1866 r., w miejscu której powstała ulicy Klemensa Janickiego i Wincentego Kraińskiego. Współczesna nazwa ulicy została nadana przez Zarząd Miejski i ogłoszona w okólniku nr 94 z 20.12.1945 r. Upamiętnia ona Klemensa Janickiego, urodzonego 17 listopada 1516 w Januszkowie, zmarłego prawdopodobnie w 1543 w Krakowie, polskiego poetę piszącego w języku łacińskim, humanistę okresu odrodzenia .

## Układ drogowy
Do ulicy przypisana jest droga gminna numer 106480D o długości 181 m klasy lokalnej położona na działkach o łącznej powierzchni 2757 m2. Ulica biegnie od ulicy Wincentego Kraińskiego i Jana Ewangelisty Purkyniego do placu Dominikańskiego.
Ulice powiązane z ulicą Klemensa Janickiego:
- skrzyżowanie, z sygnalizacja świetlną[21]:
  - ulica Wincentego Kraińskiego[1][22]
  - ulica Jana Ewangelisty Purkyniego[23]
- skrzyżowanie: plac Dominikański[1].

## Zabudowa i zagospodarowanie
Wschodnia strona ulicy zabudowana jest jedynie na swoich krańcach. W południowej części położony jest budynek dawnej Królewskiej Intendentury Wojskowej, później budynek Zakładu Opieki Zdrowotnej. Za tym budynkiem w kierunku północnym leży niezabudowany obszar, a przy ulicy Jana Ewangelisty Purkyniego 5 położony jest powojenny budynek biurowy. Cały ten obszar przeznaczono w podstawowym zakresie pod usługi, w tym między innymi kulturę i naukę, z dopuszczeniem w ograniczonym zakresie mieszkalnictwa oraz z zachowaniem ochrony budynku wpisanego do gminnej ewidencji zabytków przy placu Dominikańskim 6.
Zachodnia strona ulicy obejmuje kompleks zabudowy dawnej poczty paczkowej, z budynkami, murem ogrodzeniowym i bramą, oraz refektarz klasztorny, przed którym położony jest niewielki Skwer Ormiański przy skrzyżowaniu ulicy Klemensa Janickiego i placu Dominikańskiego. Dopuszcza się tu zabudowę nawiązująca do istniejącej z ochroną istniejących obiektów, z przeznaczeniem na usługi oraz obiekty sakralne.
Oś widokową ulicy w kierunku południowym zamyka budynek Galerii Dominikańskiej.
Ulica położona jest w obszarze znajdującym się na wysokości bezwzględnej pomiędzy 117,5 a 118,5 m n.p.m.. Jest on objęty rejonem statystycznym nr 933180, w którym gęstość zaludnienia wynosiła 60 osób/km² przy 19 osobach zameldowanych (według stanu na dzień 31.12.2018 r.).

## Ochrona i zabytki
Obszar, na którym położona jest ulica Wincentego Kraińskiego, podlega ochronie w ramach zespołu urbanistycznego Starego Miasta z XIII–XIX wieku, wpisanego do rejestru zabytków pod nr. rej.: 196 z 15.02.1962 oraz A/1580/212 z 12.05.1967 r.. Inną formą ochrony tych obszarów jest ustanowienie historycznego centrum miasta, w nieco szerszym obszarowo zakresie niż wyżej wskazany zespół urbanistyczny, jako pomnik historii  . Samo miasto włączyło ten obszar jako cenny i wymagający ochrony do Parku Kulturowego "Stare Miasto", który zakłada ochronę krajobrazu kulturowego oraz uporządkowanie, zachowanie i właściwe kształtowanie krajobrazu kulturowego oraz historycznego charakteru najstarszej części miasta .
Przy ulicy i w najbliższym sąsiedztwie znajdują się następujące zabytki:
| obiekt, położenie                                                                                                  | powstanie, nr rej.                        | fotografia |
| --- | ----------------------------------------- | ---------- |
| strona zachodnia                                                                                                   |                                           |            |
| Budynek Poczty Paczkowej, obecnie budynek TP S.A. wraz z ogrodzeniem i bramami ulica Jana Ewangelisty Purkyniego 2 | 1903 r. gez, mpzp                         |            |
| Urząd poczty paczkowej i telegrafu, obecnie Klasztor Dominikanów – furta plac Dominikański 2                       | lata 1901-1905 gez, mpzp                  |            |
| Klasztor Dominikanów – refektarz klasztorny plac Dominikański 2                                                    | około 1724 r. 240/24 z dnia 23.10.1961 r. |            |
| strona wschodnia                                                                                                   |                                           |            |
| Królewska Intendentura Wojskowa, obecnie budynek ZOZ plac Dominikański 6                                           | 1844 r. gez, mpzp                         |            |